# Cypringlea coahuilensis
Cypringlea coahuilensis là loài thực vật có hoa trong họ Cói. Loài này được (Svenson) M.T.Strong mô tả khoa học đầu tiên năm 2003.